# Čiobiškis

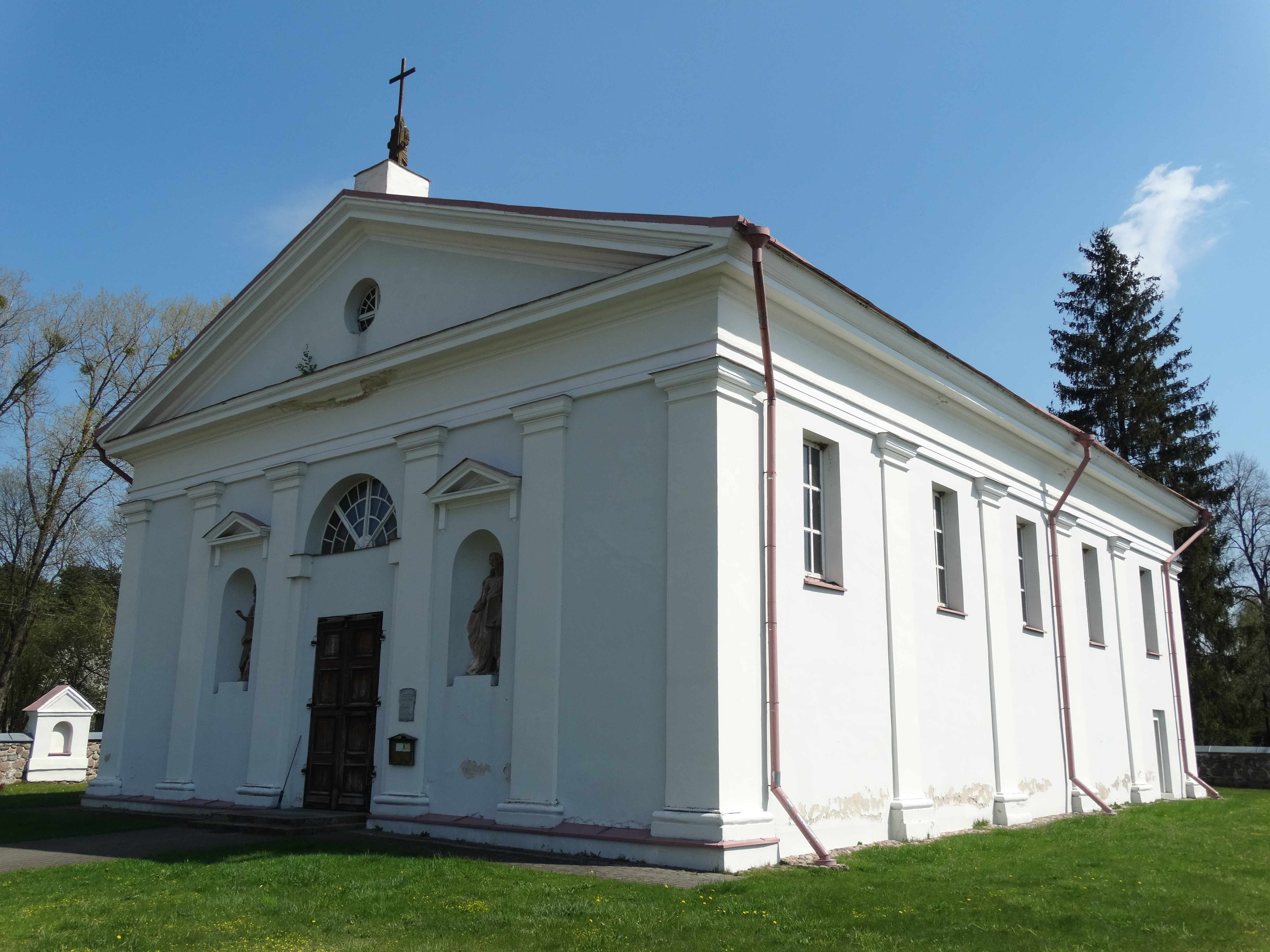
Kościół pw. św. Jana w Czabiszkach (2017)

Čiobiškis (hist., pol. Czabiszki) – wieś na Litwie położona w rejonie szyrwinckim okręgu wileńskiego, nad Wilią, 
22 km na południowy zachód od Szyrwint.

## Historia

### Własność
W obrębie wsi znajduje się cmentarzysko składające się z dwunastu kurhanów, wewnątrz których odkryto artefakty pochodzące z IX–XII wieku (zabytek nr 3392). W pobliżu miejsca, gdzie Mussa wpada do Wilii również odkryto ślady osadnictwa. W pobliżu wsi znajdują się także inne kurhany, zwane szwedzkim i francuskim (zabytek nr 3397). We wsi stoi dąb o obwodzie pnia 5,65 m, którego wiek ocenia się na 500 lat.
Najstarsza znana wzmianka w dokumentach o Czabiszkach pochodzi z 1528 roku. Już w XVI wieku było to miasteczko lokowane na prawie magdeburskim. Później miejscowość podupadła. Najprawdopodobniej co najmniej od końca XVII wieku do końca XVIII wieku było to dziedzictwo rodziny Szwykowskich (co najmniej do 1794 roku). Dobra te zostały kupione w 1815 roku (albo w 1794 roku) od spadkobierców Stefana Szwykowskiego, skarbnika powiatu trockiego przez Jana Chryzostoma Piłsudskiego (1777–1837) herbu Kościesza. 
Jan Chryzostom Piłsudski był trzykrotnie żonaty, zapisał w 1836 roku majątek Czabiszki z przyległościami (o łącznej powierzchni około 8 tysięcy hektarów) swemu wnukowi Stefanowi Aleksandrowi Franciszkowi Piłsudskiemu (1823–1864). Stefan ożenił się w 1844 roku z Melanią Romer. Mieli czworo dzieci, Czabiszki odziedziczył ich drugi syn Konstanty Aleksander (1852–1903) żonaty z Eugenią Olszewską (1859–1944).
Jak doniósł 29 listopada 1909 roku „Głos Warszawy” (za „Gońcem Wileńskim”) Konstanty i Eugenia sprzedali (prawdopodobnie jeszcze pod koniec XIX wieku) majątek, liczący wówczas 1500 dziesięcin (okoł 1640 ha) za 150 000 rubli A. Afanasjewowi. Zanim jednak do tego doszło, Stefan Dominik Piłsudski, wnuk Stefana Aleksandra, zabrał z czabiskiego pałacyku rodzinne archiwum, chroniąc je przed rozproszeniem. Dokumenty te weszły w skład Archiwum Rodziny Piłsudskich Giniatowiczów z linii czabisko-szyłelskiej, które przechowywane jest w Archiwum Głównym Akt Dawnych w Warszawie.
Szwykowscy zbudowali tu w XVII wieku drewniany kościół. W 1782 roku powstała tu parafia. Pod koniec XVIII wieku kościółek spłonął. Jan Chryzostom Piłsudski w 1810 roku w jego miejscu ufundował w miasteczku nowy, murowany klasycystyczny kościół, prawdopodobnie według projektu Wawrzyńca Gucewicza. Budowa trwała do 1825 roku. Kościół pw. Jana Chrzciciela istnieje do dziś, wewnątrz m.in. portrety Jana Chryzostoma Piłsudskiego (z 1810 roku) i Konstantego Aleksandra Piłsudskiego, wizerunki 12 apostołów z początku XIX wieku, namalowane przez przedstawicieli wileńskiej szkoły malarskiej. Jest to budowla na planie prostokąta, trzynawowa, bezwieżowa. Kościół, dwie kaplice, dwie dzwonnice oraz ogrodzenie cmentarne z bramą są zabytkiem architektury litewskiej.
Około 3 km od wsi nad brzegiem Wilii pochowano w 1831 roku Franciszka Valentina d'Hauterive, który będąc dowódcą brygady oraz szefem sztabu korpusu Antoniego Giełguda w czasie powstania listopadowego, przy przeprawie swych wojsk przez rzekę postanowił się wykąpać i utonął tu 20 czerwca 1831 roku.

### Przynależność administracyjna
Przynależność administracyjna wsi zmieniała się następująco:
| rok  | liczba ludności |
| ---- | --------------- |
| 1861 | 128             |
| 1885 | 128             |
| 1903 | 121             |
| 1923 | 109             |
| 1937 | 205             |
| 1959 | 180             |
| 1970 | 327             |
| 1975 | 328             |
| 1979 | 360             |
| 1984 | 358             |
| 1989 | 367             |
| 2001 | 325             |
| 2011 | 260             |

- W I Rzeczypospolitej – (od 1565 roku) powiat wileński w województwie wileńskim Rzeczypospolitej[3];
- po III rozbiorze Polski (od 1795 roku) majątek należał do gminy Giełwany w powiecie wileńskim (ujeździe) guberni wileńskiej (w latach 1797–1801 guberni litewskiej) Imperium Rosyjskiego[1][2];
- w II Rzeczypospolitej – 7 czerwca 1919 roku gmina Giełwany weszła w skład utworzonego pod Zarządem Cywilnym Ziem Wschodnich okręgu wileńskiego[7][8], przejętego 9 września 1920 roku przez Tymczasowy Zarząd Terenów Przyfrontowych i Etapowych[9]. Po demarkacji granic Litwy Środkowej w 1920 roku wieś z gminą weszła w skład Litwy Kowieńskiej; w 1922 roku nie została przyłączona do Polski[10];
- od 1922 roku wieś należała do Litwy, która w okresie 1940–1990, jako Litewska Socjalistyczna Republika Radziecka, wchodziła w skład ZSRR;
- od 1990 roku wieś leży na terenie niepodległej Litwy;
- od 1995 roku znajduje się obecnych strukturach administracyjnych.

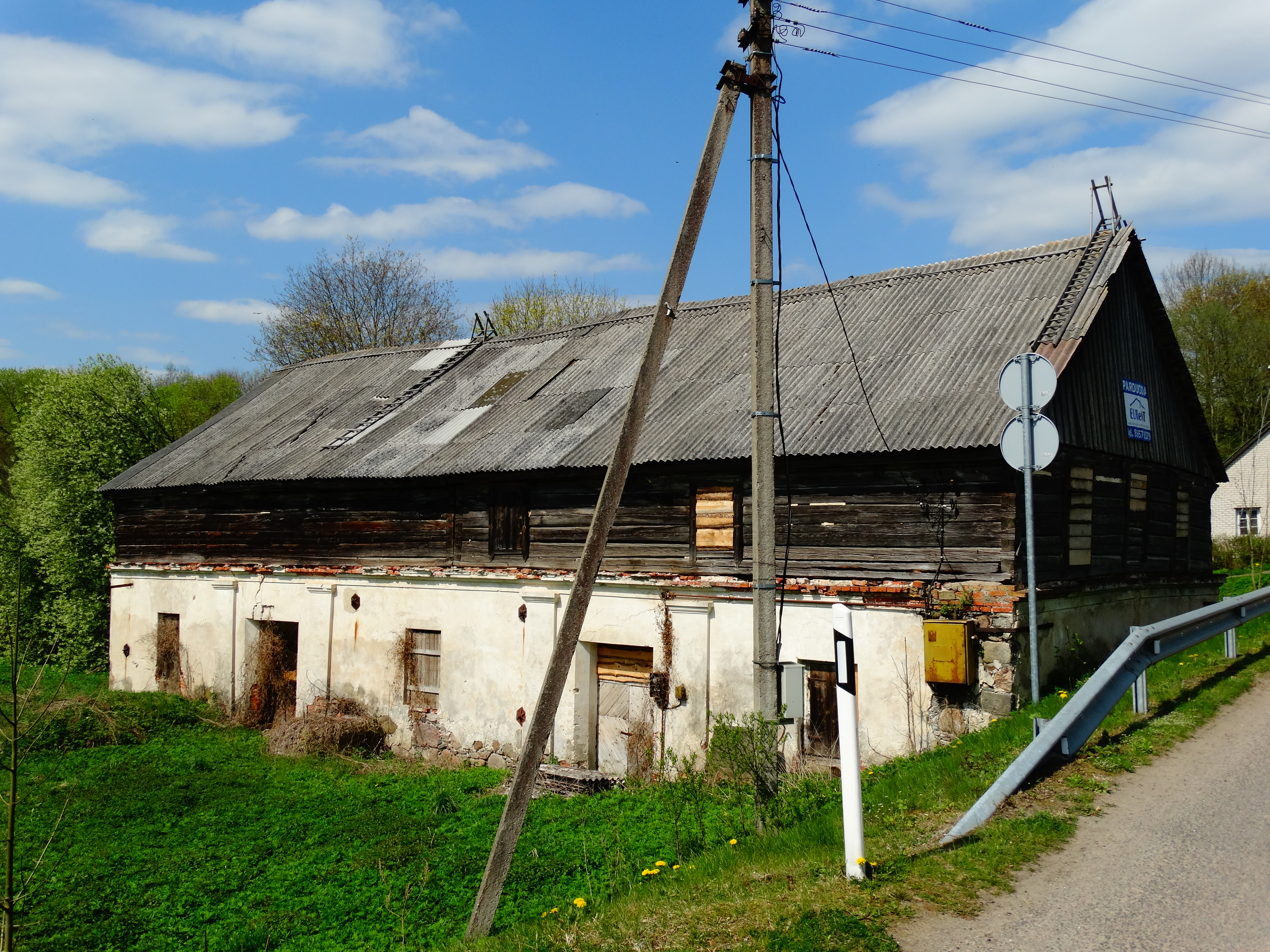
Młyn wodny na Mussie (2017)

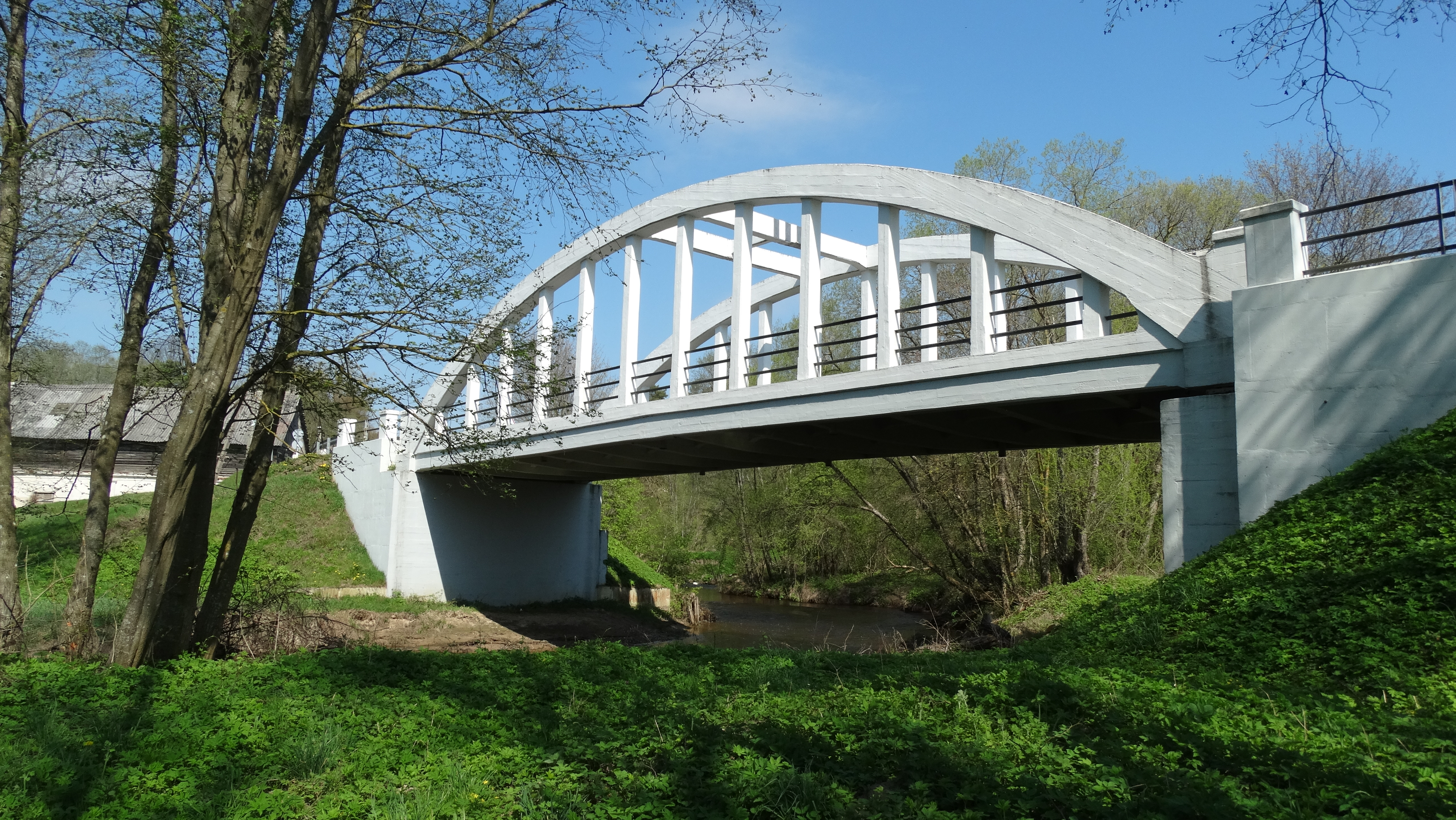
Zabytkowy Most Dariusza i Girėnasa (2017)

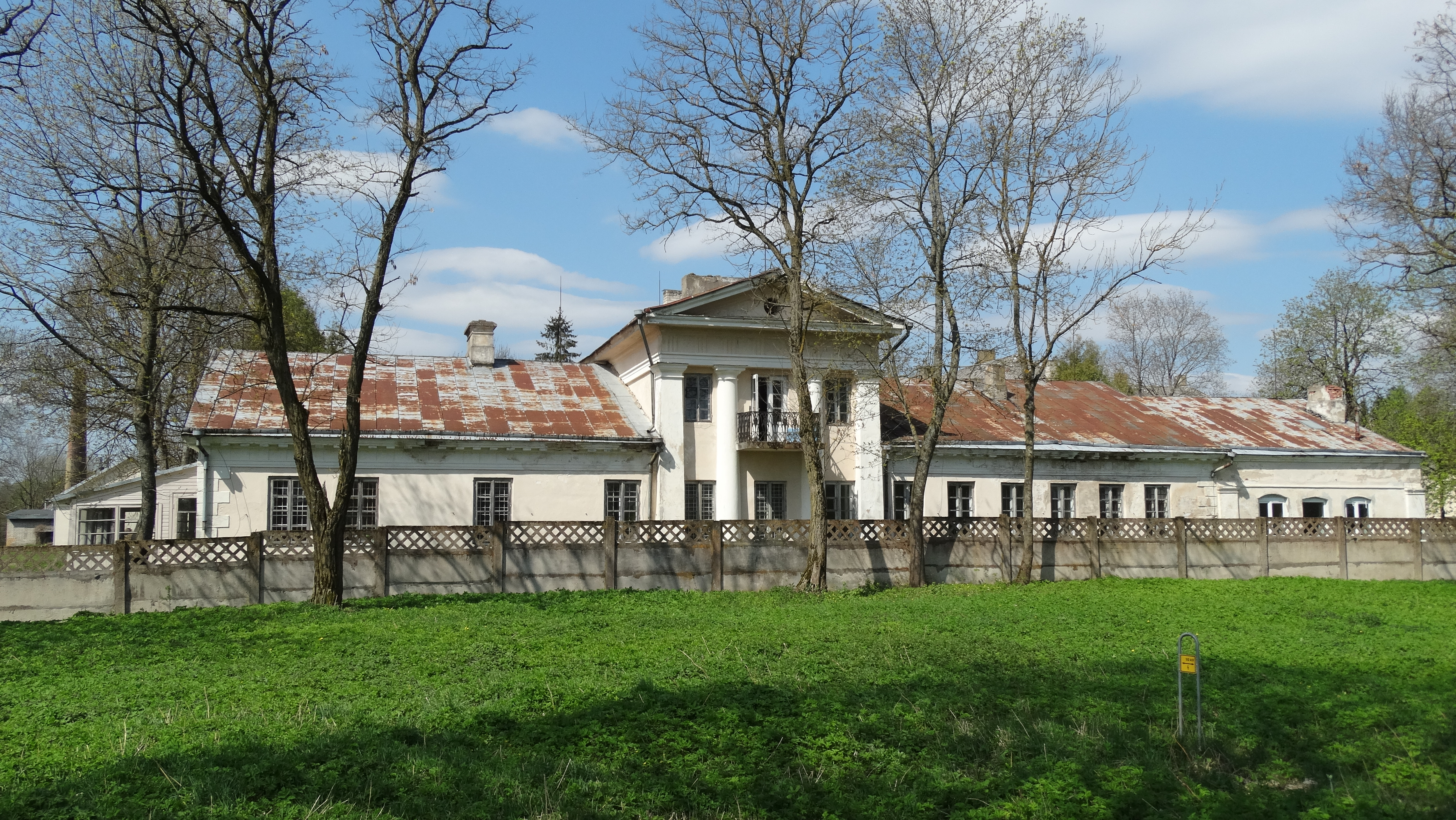
Pałac w Czabiszkach, 2017

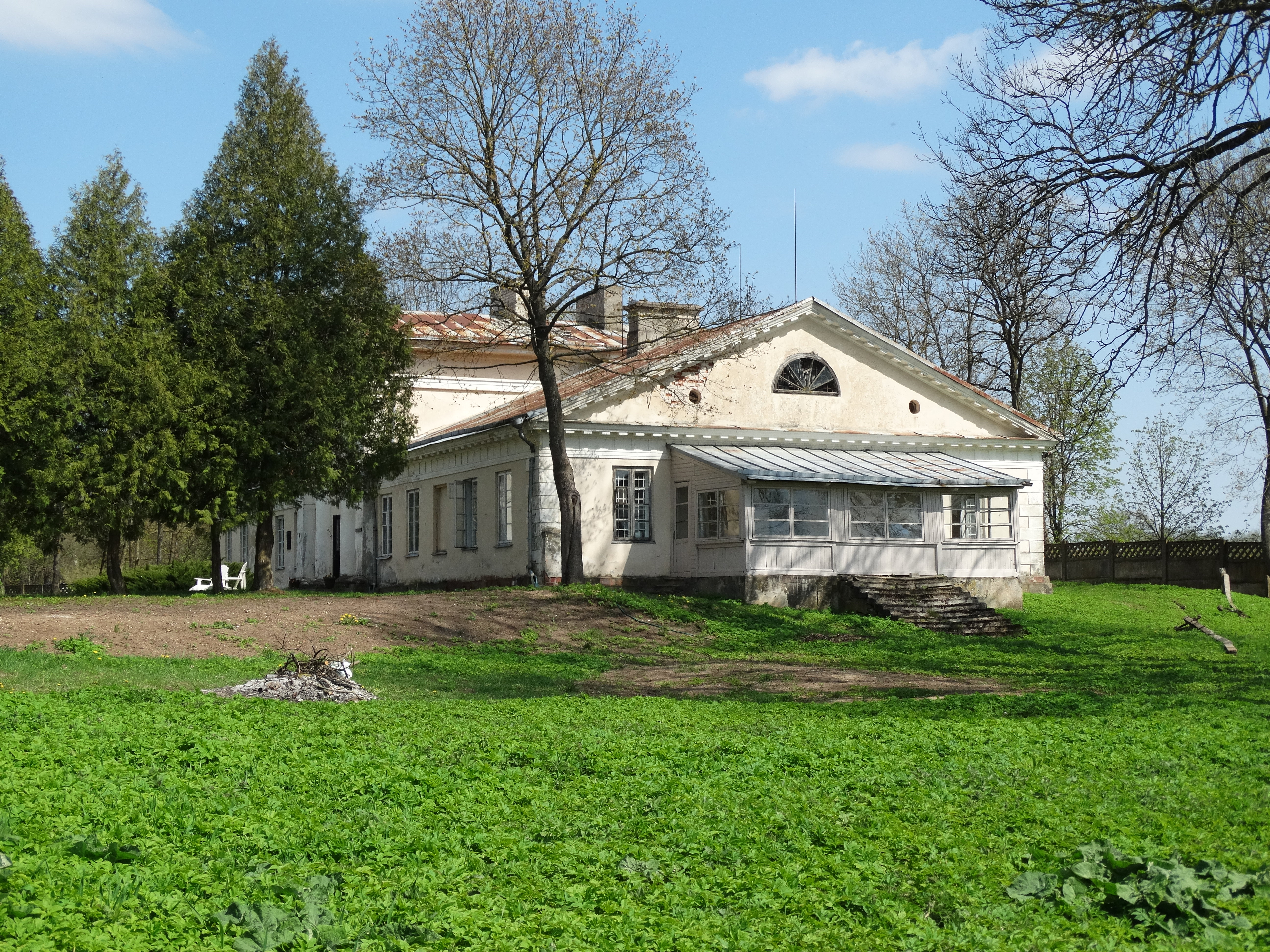
Boczna elewacja pałacu, 2017

### XX i XXI wiek
Przynajmniej do końca XIX wieku Czabiszki miały status miasteczka.
W 1900 roku wybudowano tu młyn wodny.
W 1933 roku skonstruowano na rzece Mussie kratownicowy Most Dariusza i Girėnasa. Jest on dziś zabytkiem architektury (o numerze 16698).
Zabytkami (numery 24603, 25103) są również groby: litewskiego partyzanta Kazysa Surmilavičiusa-Klevasa i Misiūnienė, żony Jonasa Misiūnasa-Žalisa Velnisa, przywódcy oddziałów partyzanckich walczących z NKWD w 1945 roku, znajdujące się w centrum wsi.
Od lat 30. XX wieku przez Wilię kursuje tu uwięziony na linie, bez napędu mechanicznego prom do wsi Padaliai. Prom działa od wiosny do listopada, może przewieźć dwa samochody, 
We wsi znajduje się biblioteka, dom kultury, poczta (LT-19020).

## Pałac
Stefan Szwykowski wzniósł tu około 1794 roku klasycystyczny pałac według projektu wileńskiego architekta Wawrzyńca Gucewicza. Pałac stanął wśród starych drzew na planie wydłużonego prostokąta. Był to  budynek parterowy, trzynastoosiowy, pokryty gładkim dachem dwuspadowym. W środkowej części zaprojektowano od frontu trzyosiowy, dwukondygnacyjny ryzalit z dwoma doryckimi półkolumnami w wielkim porządku i dwoma pilastrami na narożach. Podpierały one belkowanie w postaci  szerokiego fryzu z tryglifami. Centralną część wieńczył trójkątny przyczółek z okulusem pośrodku.
Podobny ryzalit zbył od strony ogrodowej, jednak tu, między półkolumnami, znajdował się na piętrze mały balkon otoczony żeliwną balustradą. Części parterowe, o narożach boniowanych, były oświetlane w każdej elewacji przez po pięć dużych prostokątnych okien. Ponad nimi biegł fryz z tryglifami oraz kroksztynowy gzyms. Szerokie, pięcioosiowe elewacje boczne były zwieńczone trójkątnymi szczytami, też otoczonymi gzymsami kroksztynowymi. Znajdowały się w nich duże, półokrągłe okna pośrodku, a po bokach – dwa małe okulusy.
Z czasem do bocznej elewacji prawego skrzydła dobudowano drewnianą, przeszkloną werandę, a w XX wieku dostawiono do lewego skrzydła szpecącą pałac przybudówkę. 
Jednocześnie z pałacem wzniesiono dwa duże budynki, zaprojektowane prawdopodobnie też przez Wawrzyńca Gucewicza, o czym świadczyć może ich klasycystyczny styl. Jeden z nich pełnił rolę oficyny, w drugim mieściły się stajnie. Budynki te, wraz z lodownią zachowały się do dziś.
W pobliżu pałacyku znajdowały się szklarnie, w których hodowano rośliny egzotyczne. Dom i oranżerie stały wśród parku bogatego w liczne stare drzewa.
Po I wojnie światowej majątek został rozparcelowany przez władze litewskie. Przez krótki czas, gdy Czabiszki znalazły się na terytorium Rzeczypospolitej Polskiej, w pałacyku urządzono sierociniec. Podczas II wojny światowej, mimo że w latach 1944–1945 działała tu kwatera partyzancka, pałac nie został uszkodzony i po wojnie nadal mieścił się w nim dom dziecka oraz szkoła podstawowa dla dzieci specjalnej troski. W 2011 roku szkołę zamknięto, pałac opustoszał i zaczął popadać w ruinę. Został przejęty przez państwowy bank, który wystawił go na sprzedaż. W 2015 roku pałac kupiła Eugenija Vagnerienė.
Od 2002 roku pałac, zabudowania gospodarcze i park są chronione jako pomnik przyrody.
Majątek Czabiszki został opisany w 4. tomie Dziejów rezydencji na dawnych kresach Rzeczypospolitej Romana Aftanazego.